# Mest kinematografitsjeskogo operatora
Mest kinematografitsjeskogo operatora ('De wraak van de cameraman') is een Russische korte animatiefilm uit 1912, geschreven en geregisseerd door Władysław Starewicz. Het is een van de oudste stop-motion animatiefilms en gebruikt, net als de andere werken van Starewicz, echte gedroogde insecten (kevers, sprinkhanen, libellen, enz.) als bewegende stop-motionpoppen.

## Plot
Een getrouwde man bedriegt zijn vrouw met een nachtclubdanseres. Een cameraman filmt in het geheim hun liefdesrelatie. Terwijl hij met zijn vrouw in de bioscoop zit, ontdekt de man dat deze opnames in de bioscoop worden getoond.

## Productie en release
De film was een van de laatste die Starevich in Rusland maakte.
De film werd beschreven als "Starevich' beroemdste Russische productie" en zijn "meest ambitieuze film".
Er bestaat een dvd-versie van de korte film.